# Luis Costales
Luis Alberto Costales Cazar (Riobamba, 24 de dezembro de 1926 - Riobamba, 1 de fevereiro de 2006) foi um poeta, escritor, filósofo, professor, orador e político no Equador.
Poeta determinado a viver a amar a sua cidade, criador do épico conjugado paisagens líricas, usa um vocabulário extenso, eloquente e literária mais variada, um amante dos clássicos, muitas de suas composições estão sujeitos à medida, para rimar e ritmo. Também fã de romance, em etapas subseqüentes literária busca a liberdade, mais ênfase na inspiração, defende o sentimento, imaginação, idealismo, patriotismo.
Entre suas obras estão: "Eclogues e A Simple Life", "Cadernos Culturais", "Letras da Universidade de Chimborazo ""no botão and''Earth " "Exílio no verso ".
Co partido fundador da Esquerda Democrática ser um membro do First National Conselho Executivo, que foi composta por Alfredo Bueno, Rodrigo Borja, Jaramillo Fidel Terán, Cocíos Efren e outros .

## Monumento

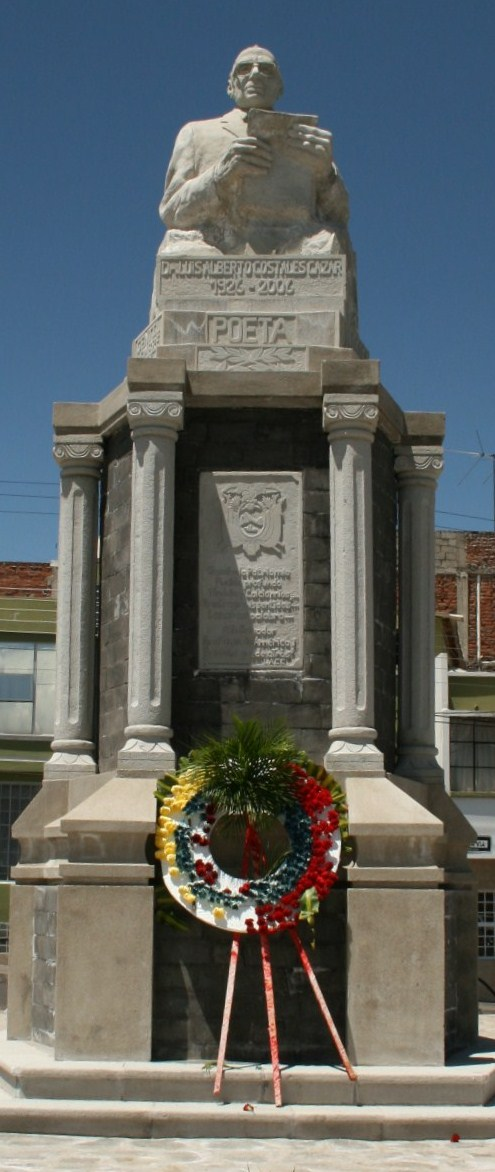
Luis Alberto Memorial Costales em Riobamba).